# Aprilia (stacja kolejowa)
Aprilia (wł. Stazione di Aprilia) – stacja kolejowa w Aprilia, w prowincji Latina, w regionie Lacjum, we Włoszech. Znajduje się na linii Albano – Nettuno.
Według klasyfikacji RFI ma kategorię srebrną.

## Historia
Stacja, pierwotnie nazwana "Carroceto", została otwarta w 1902.
W 1936 roku przyjęła obecną nazwę "Aprilia".
W 1937 ukończono budowę nowego budynku dworcowego, zaprojektowanego przez inżyniera Paolo Perilli. Nowy budynek został uruchomiony 15 lipca 1939.
Stacja została poważnie uszkodzona podczas II wojny światowej; pod koniec konfliktu budynek pasażerski odbudowano i uruchomiono ponownie w 1948.

## Połączenia
Stacja jest obsługiwana przez pociągi regionalne linii FR7 i FR8.

## Linie kolejowe
- Linia Albano – Nettuno